# John Murphy (componist)
John Murphy (Liverpool, 4 maart 1965) is een Britse componist en producent van met name filmmuziek.
Murphy is een autodidactische multi-instrumentale muzikant die zijn carrière begon in de jaren tachtig, met name in samenwerking met The Lotus Eaters en Claudia Brücken. Sinds het begin van zijn carrière heeft hij talloze keren samengewerkt met verschillende regisseurs, voornamelijk Danny Boyle, Guy Ritchie, Michael Mann, Matthew Vaughn en Stephen Frears. Hij kreeg erkenning in de filmindustrie toen hij met Guy Ritchie werkte aan zijn film Lock, Stock and Two Smoking Barrels, Michael Mann's Miami Vice, Matthew Vaughn's Kick-Ass en de soundtrack van verschillende films van Danny Boyle.
Zijn instrumentale nummers "In the House - In a Heartbeat" uit de film 28 Days Later en "Adagio in D Minor" uit de film Sunshine zijn gebruikt in verschillende televisieprogramma's, commercials en filmtrailers. Sinds 2000 is Murphy gevestigd in Los Angeles. In 2008 werd Murphy voor de soundtrack Sunshine genomineerd voor een Evening Standard British Film Award en een International Film Music Critics Award. In 2021 werd hij voor de soundtrack The Suicide Squad genomineerd voor een Hollywood Music in Media Award in de categorie Best Original Score - Sci-Fi/Fantasy Film.

## Filmografie
| Jaar | Titel                               | Opmerkingen                                        |
| ---- | ----------------------------------- | -------------------------------------------------- |
| 1992 | Leon the Pig Farmer                 | met David Hughes                                   |
| 1994 | Beyond Bedlam                       |                                                    |
| 1994 | A Feast at Midnight                 | met David Hughes                                   |
| 1994 | Dinner in Purgatory                 |                                                    |
| 1995 | Clockwork Mice                      |                                                    |
| 1995 | Proteus                             |                                                    |
| 1996 | Brittle Glory                       | met David Hughes                                   |
| 1996 | Darklands                           |                                                    |
| 1998 | Stiff Upper Lips                    |                                                    |
| 1998 | What Rats Won't Do                  |                                                    |
| 1998 | The Real Howard Spitz               |                                                    |
| 1998 | Lock, Stock and Two Smoking Barrels | met David Hughes                                   |
| 1999 | One More Kiss                       | met David Hughes                                   |
| 1999 | The Bachelor                        | met David Hughes                                   |
| 1999 | Tube Tales                          | segment "Horny", met David Hughes                  |
| 2000 | Snatch                              |                                                    |
| 2000 | Liam                                |                                                    |
| 2000 | Chain of Fools                      | met David Hughes                                   |
| 2001 | Shooters                            | met Daniel Griffiths                               |
| 2001 | Mean Machine                        |                                                    |
| 2002 | All About the Benjamins             |                                                    |
| 2002 | New Best Friend                     | met David Hughes                                   |
| 2002 | City by the Sea                     |                                                    |
| 2002 | 28 Days Later                       |                                                    |
| 2002 | Friday After Next                   |                                                    |
| 2003 | Intermission                        |                                                    |
| 2004 | The Perfect Score                   |                                                    |
| 2004 | Millions                            |                                                    |
| 2005 | Guess Who                           |                                                    |
| 2005 | The Man                             |                                                    |
| 2006 | Basic Instinct 2                    | themes Jerry Goldsmith                             |
| 2006 | Miami Vice                          |                                                    |
| 2007 | Sunshine                            |                                                    |
| 2007 | 28 Weeks Later                      |                                                    |
| 2009 | The Last House on the Left          |                                                    |
| 2009 | Janky Promoters                     |                                                    |
| 2009 | Armored                             |                                                    |
| 2010 | Kick-Ass                            | met Henry Jackman, Marius de Vries en Ilan Eshkeri |
| 2021 | The Suicide Squad                   |                                                    |
| 2023 | Guardians of the Galaxy Vol. 3      |                                                    |
| 2025 | Superman                            | met David Fleming                                  |

## Overige producties

### Televisiefilms
| Jaar | Titel                                       | Opmerkingen      |
| ---- | ------------------------------------------- | ---------------- |
| 1997 | Black Velvet Band                           | met David Hughes |
| 2001 | Strumpet                                    |                  |
| 2001 | Vacuuming Completely Nude in Paradise       |                  |
| 2022 | The Guardians of the Galaxy Holiday Special |                  |

### Televisieseries
| Jaar | Titel                             | Opmerkingen                 |
| ---- | --------------------------------- | --------------------------- |
| 1997 | The Man Who Made Husbands Jealous | miniserie, met David Hughes |
| 2018 | Les Misérables                    | miniserie, 2018-2019        |

### Documentaires
| Jaar | Titel      | Opmerkingen |
| ---- | ---------- | ----------- |
| 2000 | The Valley |             |

### Documentaireseries
| Jaar | Titel        | Opmerkingen                       |
| ---- | ------------ | --------------------------------- |
| 1997 | Modern Times | Aflevering "The Bubble"           |
| 2011 | Dispatches   | Aflevering "The Battle for Haiti" |
| 2011 | Frontline    | Aflevering "Battle for Haiti"     |

### Korte films
| Jaar | Titel                        | Opmerkingen                             |
| ---- | ---------------------------- | --------------------------------------- |
| 1997 | Behind the Mask              |                                         |
| 2001 | Hang Time                    |                                         |
| 2005 | Keeping Up with the Jonesers | met Tiff Cox, Jon Ernst en Jeremy Grody |